# Діви ночі (фільм)
Діви ночі — український двосерійний кінофільм режисера О. Фіалка, за мотивами однойменної повісті Юрія Винничука. Фільм знятий спільним виробництвом «Української Медійної Групи» і ТРК «Студія 1+1»,  випущений у 2007 року. 
Прем'єра фільму в Україні в українському дубляжі відбулася 27 квітня 2007 року на телеканалі 1+1. Відтоді канал 1+1 не показував фільм знову та не випустив його на домашньому відео чи VOD-платформі з українським дубляжем і станом на 2020 рік україномовний дубляж вважається втраченим.

## Сюжет
Молодий журналіст Юрко повертається в Україну після кількох років проживання за кордоном. Виконуючи редакційне завдання, юнак потрапляє у так звану «Школу кохання», що належить таємничій пані Аліні. Серед фотографій в альбомі «учениць» пані Аліни Юрко бачить фото своєї коханої — Дзвінки. У них виник конфлікт перед від'їздом Юрка, тому протягом тривалого часу вони не зустрічалися та навіть не чули про один одного.
Після приголомшливого відкриття, що його екс-дівчина Дзвінка — елітна «діва ночі», у героя виникає комплекс провини і бажання розшукати кохану.
Для цього йому доводиться увійти в підпільний світ кримінального бізнесу та проституції. Тут, де комфортно співіснують місцеві авторитети і вливові політики, виконуються будь-які забаганки та нема нічого неможливого, існує свій неписаний закон і порядок. Але Юрко готовий вступити зі злочинцями навіть у смертельну боротьбу, лише б врятувати своє втрачене кохання.

## Актори
- Павло Майков — Юрко
- Олеся Власова — Дзвінка
- Олена Сафонова — Пані Аліна
- Анатолій Котенєв — Пал Палич
- Максим Коновалов — Макс
- Володимир Левицький — Роман
- Лілія Ребрик — Фрау Ольга